# Аэропорт острова Фрегат
Аэропорт острова Фрегат (ИАТА: FRK, ИКАО: FSSF) расположен на острове Фрегат, Сейшельская республика, в составе Внутренних Сейшельских островов. Аэропорт находится в 55 км к югу острова Маэ и столицы Сейшел Виктории.
Аэропорт расположен на высоте 3 метра над уровнем моря. Есть одна грунтовая взлётно-посадочная полоса длиной 502 метра.